# フジトランスコーポレーション
株式会社フジトランスコーポレーション（英: FUJITRANS CORPORATION）は、愛知県名古屋市港区に本社を置く海運を中心とした総合物流企業である。

## 沿革
- 1949年（昭和24年）6月 - 藤木企業株式会社名古屋支店開設。
- 1952年（昭和27年）9月29日 - 藤木企業株式会社名古屋支店が独立し、「藤木海運株式会社」として設立。
- 1995年（平成7年）9月 - 「株式会社フジトランスコーポレーション」に商号を変更。
- 2002年（平成14年）6月 - ISO 14001（本社、九号地分室、ふじき、ふがく丸、藤成丸、清和丸）およびOHSAS18001認証を取得。
- 2006年（平成18年）3月 - ISO 9001認証を取得。
- 2013年（平成25年）4月1日 - 関連会社の株式会社フジトランスライナーを存続会社とし、同じく関連会社の株式会社フジトランスエーエムを吸収合併。
- 2022年 - 株式会社トレードワルツに出資[2]。

## 事業所
- 本社（愛知県名古屋市港区）
- 支店
  - 北海道、仙台、東京、豊橋、大阪、水島、福岡
- 出張所
  - 釧路、八戸、千葉、千葉新港、川崎、横浜、坂出、広島、大分、鹿児島、沖縄
- 新門司事業所

## 関連会社
- 株式会社フジトランスライナー
- 東海ミート株式会社
- 鹿児島船舶株式会社
- 株式会社富士トランスポート
- 有限会社厚真ファーム
- 株式会社陽和
- 日藤海運株式会社
- 中部マリンエージェンシー株式会社
- 株式会社アドバンスドフレイツサービスジャパン
- エフティアクア有限責任事業組合